# 永寧廣場總站
永寧廣場總站（葡萄牙語：Al. Tranquilidade / Terminal）位於澳門永寧廣場的終點站，該站分設停泊區及上客站，停泊區設於永寧街，供澳巴2、6A、12、19路線停泊。上車站設於永寧廣場鏡平中學外。

## 歷史
- 本站原為設於馬場海邊馬路來來超級市場門前的「祐漢總站」，後來配合發展需要，該總站於1995年分拆成為本站以及祐漢第一街總站，2001年再遷至祐漢第二街[1]；在新巴士模式實行之前，以本站或祐漢第二街為終點站的路線，車頭均只標示「祐漢」二字。

- 2009年4月26日起，交通事務局進行第二階段巴士路線調整，原2短線改為2A路線，並修改行程為往返「東方明珠」及「亞馬喇前地」，不再以本站為終點站。[2]

- 2016年11月5日，本站由原來分設兩個上車站，改為另設上車站於永寧廣場鏡平中學側，巴士停泊於原站點。[3]

- 2016年12月10日，本站由「順景廣場總站」更名為「永寧廣場總站」。[4]

## 設施
- 澳巴站長更亭

## 路線資料
| 澳巴 | 2  | 永寧廣場 | 媽閣 輕軌媽閣站 媽閣交通樞紐 | - 祐漢（祐漢街市、麗華大廈） - 黑沙環（龍園、望廈、慕拉士） - 新雅馬路（濠江中學、鮑思高） - 二龍喉公園及得勝花園 - 塔石廣場 - 水坑尾 - 殷皇子馬路及新馬路 - 河邊新街（粵通碼頭、司打口、下環） - 媽閣廟                                        |
| 澳巴 | 6A | 永寧廣場 | ↺ 山頂醫院 山頂醫院急診大樓  | - 祐漢（祐漢街市、麗華大廈） - 黑沙環（龍園、望廈、慕拉士） - 新雅馬路（濠江中學、鮑思高） - 二龍喉公園 - 高士德（培正中學、紅街市） - 沙梨頭（華寶工業大廈、水上街市、海邊新街） - 十六浦 - 新馬路 - 南灣（時代商業中心、八角亭） - 加思欄馬路 |
| 澳巴 | 12 | 永寧廣場 | ↺ 外港碼頭                   | - 祐漢（祐漢街市、麗華大廈） - 望廈社屋（望德樓、望賢樓） - 美副將（觀音堂、鮑思高） - 二龍喉公園及得勝花園 - 塔石體育館 - 水坑尾及八角亭 - 葡京酒店及總統酒店 - 皇朝（凱旋門、永利、美高梅） - 澳門金沙 - 馬六甲街（金龍酒店）                 |
| 澳巴 | 19 | 永寧廣場 | ↺ 新馬路                     | - 祐漢（祐漢街市、麗華大廈） - 望廈社屋（望德樓、望賢樓） - 俾利喇（聖方濟各老人院） - 雅廉訪（雅廉花園） - 二龍喉公園及得勝花園 - 塔石廣場 - 水坑尾街 - 約翰四世大馬路                                                                         |

## 鄰近公共運輸站
M216 馬場東大馬路（Av. Leste Hipódromo）
路線：17、28C、30、51A
M231 馬場東大馬路／黑沙環衛生中心（Av. Leste Hipódromo / Centro de Saúde da Areia Preta）
路線：2AS、73、MT3
M244 中心街（R. Direita do Hipódromo）
路線：2、6A、12、17S、19、27、28C、30、51A、AP1

## 外部連結
- 澳巴官方網站 （繁體中文） （页面存档备份，存于）